# VR-Baureihe Pr2
Die Lokomotiven der VR-Baureihe Pr2 waren Tenderlokomotiven der Finnischen Staatsbahn Valtionrautatiet (VR) mit der Achsfolge 2’C2’ h2t. Sie wurden ursprünglich 1939 von der estnischen Staatsbahn Eesti Vabariigi Raudtee bei Henschel als Baureihe Kk2 bestellt und nach der sowjetischen Okkupation Estlands schließlich 1942 nach Finnland geliefert. In Estland wurden sie nie eingesetzt.

## Geschichte
Der Lokomotivpark der Eesti Vabariigi Raudtee (EVR) setzte sich nach der estnischen Unabhängigkeit 1919 größtenteils aus übernommenen russischen Lokomotiven zusammen. Erst ab 1938 wurden die ersten neuen Lokomotiven für die in Estland vorwiegend vorhandene Breitspur beschafft, zunächst bei der einheimischen Maschinenfabrik Krull in Tallinn. 1939 wurden nach dem Vorbild der Baureihe 62 der Deutschen Reichsbahn bei Henschel in Kassel vier Tenderlokomotiven bestellt, die die Baureihenbezeichnung Kk2 bekommen sollten. Die EVR plante ursprünglich die Beschaffung von zehn Maschinen, konnte diese aber nicht finanzieren.
Die Lokomotiven wurden im Herbst 1939 fertiggestellt. Aufgrund des zwischenzeitlich begonnenen Zweiten Weltkriegs wurde die Auslieferung an die EVR untersagt. Bis zum Sommer 1941 blieben die Loks bei Henschel in Kassel. Sie wurden nach dem Überfall auf die Sowjetunion nach Lettland gebracht und dort von der Reichsbahn auf der Strecke Liepāja – Jelgava – Krustpils eingesetzt, bis diese – wie auch fast alle anderen Strecken in den von der Wehrmacht eroberten Gebieten der Sowjetunion und des Baltikums – auf die europäische Normalspur umgenagelt wurde.

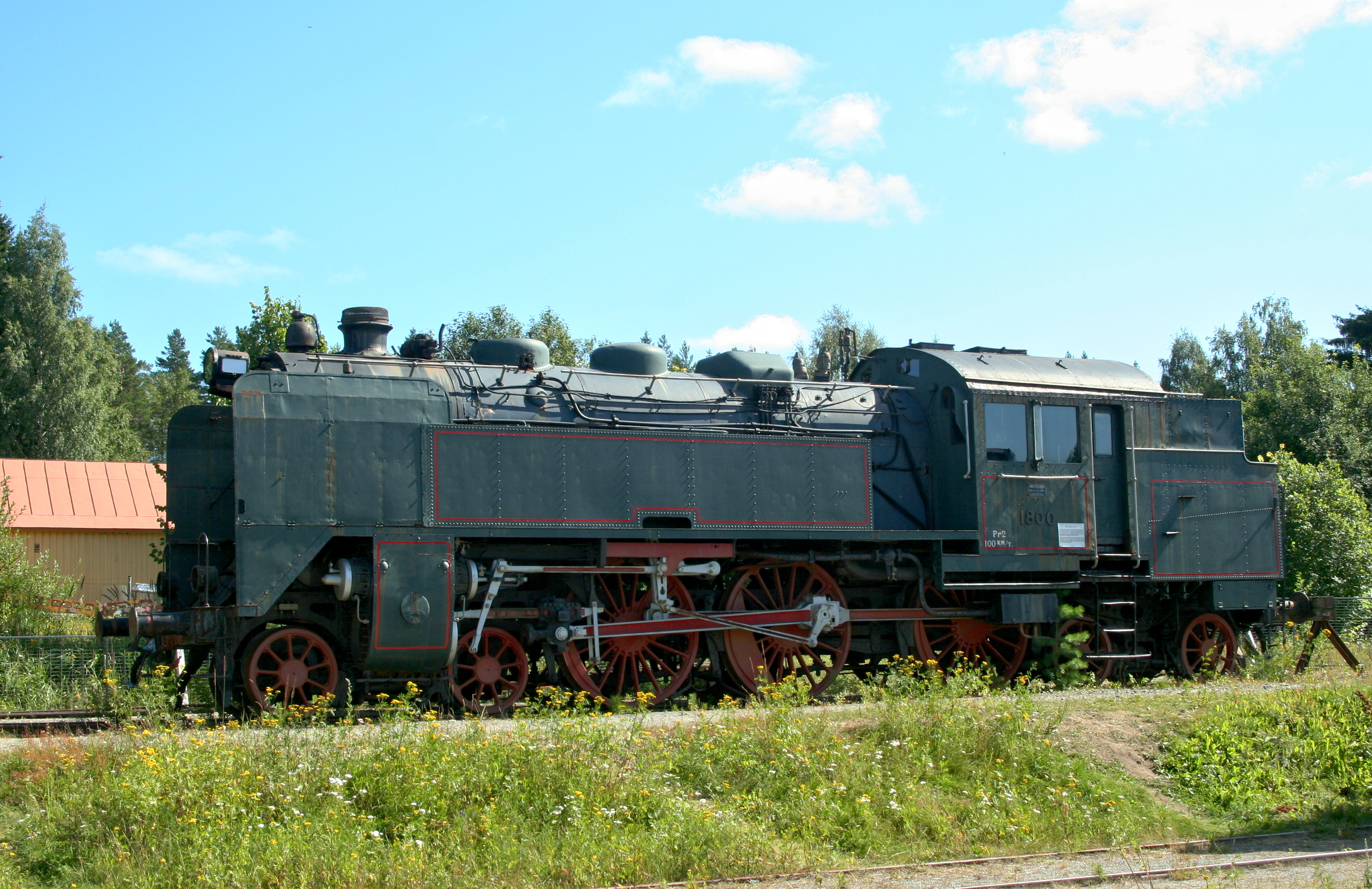
Pr2 1800

Nach der Umspurung hatte die Reichsbahn keine Verwendung mehr für die Lokomotiven, sie verkaufte sie daher 1942 an die finnische Staatsbahn VR. Diese rüstete die ursprünglich für Ölfeuerung ausgerüsteten Loks zunächst auf Holzfeuerung um, wie es bei finnischen Dampfloks vielfach üblich war. In den Jahren von 1947 bis 1952 ließ die VR insgesamt zehn ihrer Dampfloks auf Ölfeuerung umbauen, dazu gehörten auch alle vier Loks der Baureihe Pr2.
Bis Anfang der 1970er Jahre wurden die Loks ausgemustert, die Lok mit der finnischen Nummer 1800 blieb als Museumslok im Dampflokpark Haapamäki erhalten.